# Dirk van der Does
 (septembre 2016).
Dirk ou Diderik van der Does, latinisé en Theodorus Dousa, né le 25 février 1580 à Leyde et mort le 7 juin 1663 à Noordwijk, est un érudit néerlandais.

## Biographie
Fils de Johan van der Does dit « de Vader », il fut élevé dans le gout des lettres et, comme ses frères ainés, Johan, Frans et Joris, il couronna ses études par des voyages. Il parcourut l’Allemagne et se rendit à Dantzig en vue de passer en Pologne. En aout 1596, il se rendit à Genève. À son retour aux Pays-Bas, il suivit d’abord la carrière militaire, mais il ne parait pas y être resté longtemps. Le 7 juin 1612, il acheta le château et la seigneurie de Berckenfleyn, ayant épousé, la même année, Gertrude van Rheede, fille de Gerard van Rheede, seigneur de Nederhorst et de Mechtilde Peunis van Dieft.  En 1614, il entra dans la magistrature d’Utrecht et fut échevin de cette ville en 1614 et 1615. Ayant été agrégé au corps de la noblesse de cette province, le 16 février 1642, il fut élu conseiller extraordinaire du Conseil suprême d’Utrecht le 4 aout suivant. 
Son père, mort en 1604, lui avait légué sa riche bibliothèque. À sa mort, son oraison funèbre fut prononcée par Spanheim le Jeune.

## Publications
- Georgii Logothetæ acropolitæ, chronicon Constantinopolitanum, en grec et en latin, avec de savantes remarques, Leyde, 1614, in-8°.Joris van der Does avait apporté ce manuscrit de Constantinople. Il devait publier d’autres de ces manuscrits, nommément des Lettres théologiques de Jean Zonaras, et il aurait mieux fait de réaliser ce projet, que de publier l’ouvrage suivant qui n’est guère qu’un recueil de niaiseries sérieuses :
- Lusus imaginis iocosae sive Echus a variis poètis, variis linguis et numeris exculti, Utrecht, 1638, in-12.

## Sources
- « Dirk van der Does », dans Louis-Gabriel Michaud, Biographie universelle ancienne et moderne : histoire par ordre alphabétique de la vie publique et privée de tous les hommes avec la collaboration de plus de 300 savants et littérateurs français ou étrangers, 2e édition, 1843-1865 [détail de l’édition]
- Herman de Vries de Heekelingen, Genève pépinière du calvinisme hollandais : Les Étudiants des Pays-Bas à Genève au temps de Théodore de Bèze, t. 1, La Haye, Nijhoff, 1918, 813 p. (ISBN 978-2-05-100121-2, lire en ligne), p. 151.
- Jean-Noël Paquot, Mémoires pour servir à l’histoire littéraire des dix-sept provinces des Pays-Bas, de la principauté de Liège et de quelques contrées voisines, t. 3e, Louvain, Imprimerie académique, 1770, 693 p. (lire en ligne), p. 392.